# Fritz Paschke
Fritz Paschke (* 2. März 1929 in Gösting; † 29. März 2022 in Wien) war ein österreichischer Elektrotechniker und Hochschullehrer. Er war von 1972 bis 1975 Rektor der Technischen Hochschule Wien.

## Leben
Fritz Paschke wurde in Gösting (damals noch eigenständige Gemeinde, ab 1938 Teil von Graz) geboren, wo er auch in die Volksschule ging. Anschließend besuchte er die damalige Oberschule für Jungen, später wieder Realgymnasium, in der Grazer Lichtenfelsgasse, wo er 1947 maturierte. Danach studierte er vier Semester Elektrotechnik an der Technischen Hochschule Graz, später auch Nachrichtentechnik an der Technischen Hochschule Wien, wo er 1955 promovierte.
Nach kurzer Assistententätigkeit bei Herbert W. König ging Paschke in die USA an das David Sarnoff Research Center der Radio Corporation of America (RCA). Dort wies er als Erster das nichtlineare Verhalten von Elektronenstrahlröhren nach, schuf damit neue Grundlagen für die Konstruktion von Verstärkern und wurde dafür 1960 mit dem RCA Laboratories Award für Major Contributions to the Nonlinear Theory of Electron Beams ausgezeichnet. 1961 wechselte Paschke zu Siemens nach München, wo er bis 1966 als Entwicklungsleiter des Röhrenwerkes tätig war. Paschke war auch Leiter einer Gruppe von Technikern, denen es gelang, die Lebensdauer von Scheibentrioden zu erhöhen und damit zum Erfolg der Mariner-IV-Mission (1964–1967) beizutragen.
1965 wurde Paschke als Ordinarius des Instituts für Allgemeine Elektrotechnik an die Technische Hochschule Wien berufen, diese Position hatte er bis zu seiner Emeritierung 1997 inne. 1970/71 war er an der Hochschule Dekan der Fakultät für Maschinenwesen und Elektrotechnik, von 1972 bis 1975 Rektor der Technischen Hochschule. In seine Amtszeit fielen die Fertigstellung des neuen Elektrotechnischen Instituts, der Ankauf und die Adaptierung des ehemaligen Hotels Goldenes Lamm und der Resselgasse 3 sowie die Einrichtung eines interuniversitären Rechnerverbundes.
Von 1974 bis 1982 war Paschke Vizepräsident des Fonds zur Förderung der wissenschaftlichen Forschung (FWF). Ab 1977 war er wirkliches Mitglied der Österreichischen Akademie der Wissenschaften. Ab 1978 war er Geschäftsführer der Wilhelm-Exner-Stiftung. Im Jahr 1985 begründete er die Gesellschaft für Mikro- und Nanoelektronik (GMe) mit und stand ihr von 1985 bis 1990 als Präsident vor.
1989 war er gemeinsam mit Josef Taus, Theobald Ettl und Manfred Leeb Mitbegründer der Management Trust Holding (MTH), deren Aufsichtsratsvorsitzender er ab der Gründung war. 2008 bekam er von Landeshauptmann Jörg Haider für seinen Beitrag zum Technologie- und Wirtschaftsstandort Kärnten das Große Ehrenzeichen des Landes Kärnten verliehen. Paschke war an der Gründung des Infineon-Standortes in Villach mitbeteiligt.
Fritz Paschke lebte in Wien, seinen Zweitwohnsitz hatte er in Bodensdorf am Ossiacher See. An der TU Wien wurde am Neuen Elektrotechnischen Institutsgebäude ein Hörsaal nach Fritz Paschke benannt. Er starb im April 2022 im Alter von 93 Jahren.

## Auszeichnungen
- 1960: Radio Corporation of America Award
- 1974: Ehrendoktorat der Technischen Hochschule Budapest
- 1977: Wilhelm-Exner-Medaille
- 1977: Großes Goldenes Ehrenzeichen für Verdienste um die Republik Österreich[5]
- 1988: Erwin Schrödinger-Preis der Österreichischen Akademie der Wissenschaften
- 1988: Preis der Stadt Wien für Naturwissenschaften
- 1998: Johann Joseph Ritter von Prechtl-Medaille
- 2008: Großes Ehrenzeichen des Landes Kärnten[7]
- 2020: Wissenschaftspreis der Österreichischen Forschungsgemeinschaft (posthume Verleihung am 1. Juli 2022)[10]
- Ludwig-Boltzmann-Staatspreis für Forschungspolitik
- 2020: Kardinal-Innitzer-Preis – Großer Preis[11][12]

## Publikationen (Auswahl)
- 1968: Senderöhre für Marssonde Mariner IV und ihre Weiterentwicklung, Verlag der Technischen Hochschule, Wien 1968
- 1984: Mikroelektronik – Chancen und Risken, Verlag der Österreichischen Akademie der Wissenschaften, Wien 1984